# Bahnhof Boll
Der Bahnhof Boll ist ein stillgelegter Bahnhof an der 1926 eröffneten Voralbbahn Göppingen–Boll (Streckenkilometer 12,19).
Am 30. Mai 1926 wurde der Bahnhof Boll mit einem Volksfest eröffnet. Bis Ende der 1980er Jahre war Boll Endstation der Voralbbahn, auf der stündlich Züge zum Bahnhof Göppingen und zurückfuhren. Der Personenverkehr wurde 1989 aus Rentabilitätsgründen eingestellt. Das Empfangsgebäude war ein größeres massives Empfangsgebäude mit Schalter- und Wartehalle sowie einer Bediensteten-Wohnung.
Ende 1997 wurde die Strecke und damit auch der Bahnhof stillgelegt.

## Gleisanlagen
Der Bahnhof hatte einen Hausbahnsteig und einen Zwischenbahnsteig. Umfangreiche Gleisanlagen (Freiladegleise, Kopframpengleis), Nebengebäude wie großer Güterschuppen und ein einständiger Lokschuppen waren vorhanden. Der Lokschuppen, Güterschuppen und die Fahrzeugwaage sowie einige Gleise wurden 2011 abgerissen.

## Bildergalerie

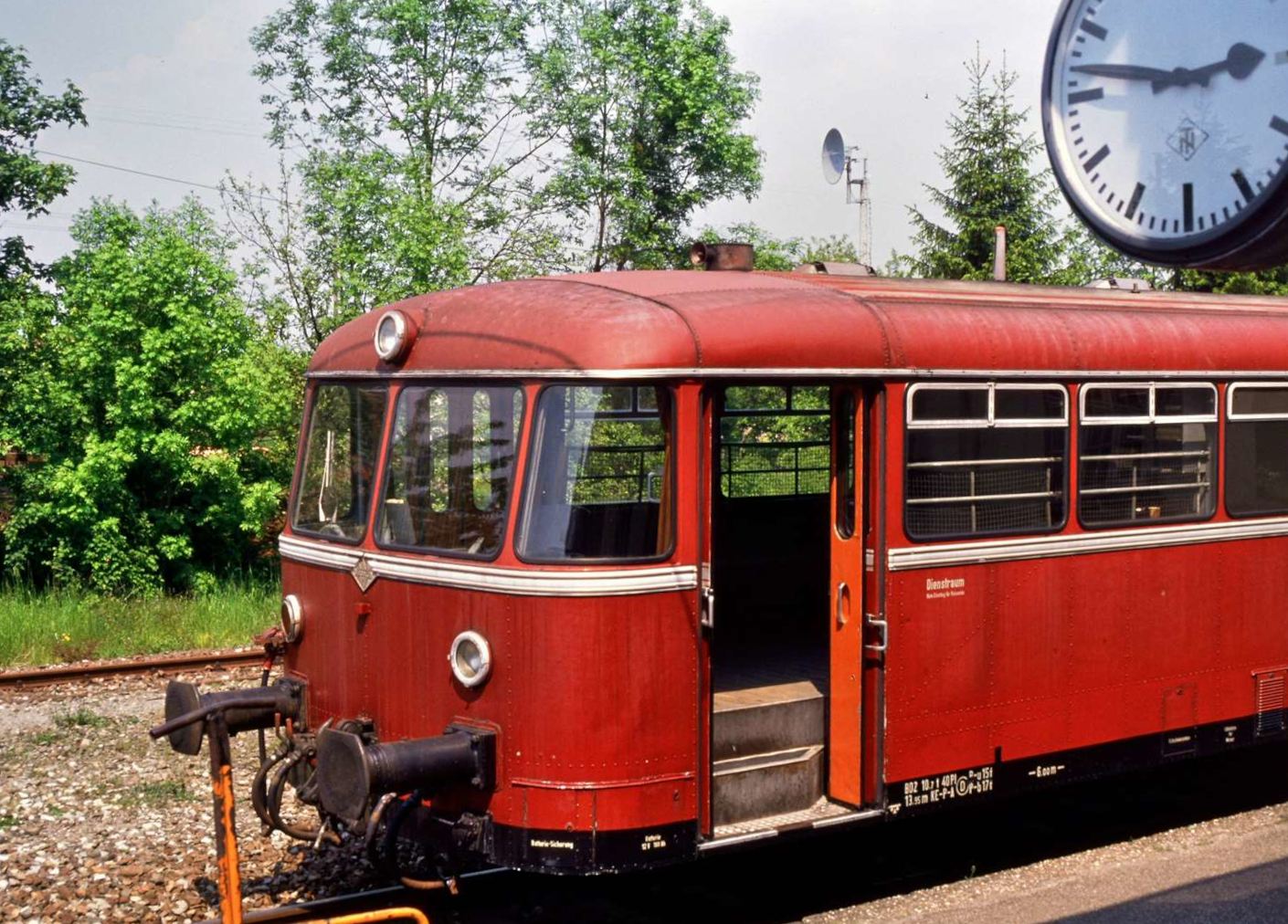
Schienenbus in Boll
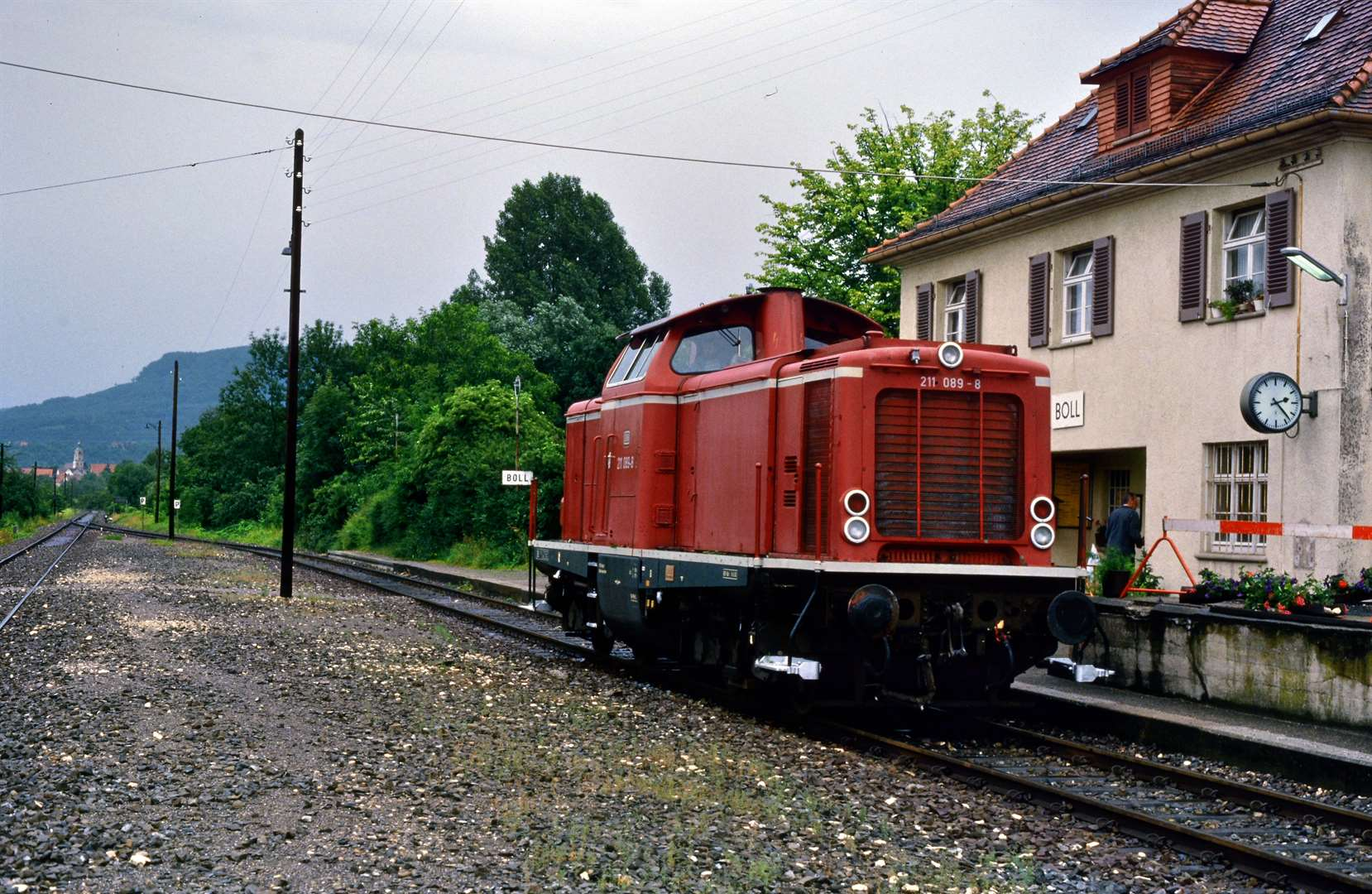
Rangierarbeiten in Boll